# Costa Rica az 1964. évi nyári olimpiai játékokon
Costa Rica a japán Tokióban megrendezett 1964. évi nyári olimpiai játékok egyik részt vevő nemzete volt. Az országot az olimpián 1 sportágban 2 sportoló képviselte, akik érmet nem szereztek.

## Cselgáncs
| Versenyző        | Versenyszám | Csoportkör                                                                               | Csoportkör | Negyeddöntő       | Elődöntő          | Döntő             | Helyezés |
| Versenyző        | Versenyszám | Ellenfél Eredmény                                                                        | Hely.      | Ellenfél Eredmény | Ellenfél Eredmény | Ellenfél Eredmény | Helyezés |
| ---------------- | ----------- | ---------------------------------------------------------------------------------------- | ---------- | ----------------- | ----------------- | ----------------- | -------- |
| Rafael Barquero  | Középsúly   | 5. csoport · Lhofei Shiozawa (BRA) · V · Alfred Redl (AUT) · V · Narzal García (PHI) · V | 4.         | kiesett           | kiesett           | kiesett           | 25.      |
| Orlando Madrigal | Középsúly   | 3. csoport · Jacques le Berré (FRA) · V · Wolfgang Hofmann (EUA) · V                     | 3.         | kiesett           | kiesett           | kiesett           | 17.      |